# Perasia prolixa
Perasia prolixa är en fjärilsart som beskrevs av Felder 1874. Perasia prolixa ingår i släktet Perasia och familjen nattflyn. Inga underarter finns listade i Catalogue of Life.